# U-110 (1940)
U-110 — подводная лодка типа IXB кригсмарине времен Второй мировой войны. Заложена 1 февраля 1940 года на верфи AG Weser в Бремене. Вошла в строй 21 ноября 1940 года.
9 мая 1941 года лодка была захвачена силами Великобритании. При этом впервые в руки союзников попала шифровальная машина Энигма вместе с кодами, радиограммами и другими связанными документами, разгадка шифра которой внесла весомый вклад в ход Битвы за Атлантику. Командир лодки погиб при невыясненных обстоятельствах.

## Служба
Лодка совершила два боевых похода, потопив 3 транспорта суммарным водоизмещением 10 149 брт и повредив 2 транспорта (8675 брт).
Лодка действовала в составе 2-й флотилии. Командиром лодки на протяжении всей её карьеры был капитан-лейтенант Фриц-Юлиус Лемп, ранее командовавший U-30.
С 21 ноября 1940 по 28 февраля 1941 года использовалась как тренировочная п/л.

### Первый поход
09.03.41 — 29.03.41, 21 сутки
 2 судна повреждено — 8675 брт. 
9 марта 1941 года лодка вышла в свой первый поход в Северную Атлантику. Однако закончился он довольно курьезно. 23 марта 1941 года палубное орудие калибра 105 мм взорвалось при выстреле из-за невынутой из ствола заглушки, по одной версии при взрыве ранены три члена экипажа, по другим данным — личный состав не пострадал, но были получены повреждения балластных и топливных цистерн, из-за чего U-110 пришлось досрочно вернуться на базу, в Лорьян.
Перед этим, 16 марта при атаке конвоя HX 112 была безрезультатно контратакована кораблями охранения, которые сбросили на неё 24 глубинные бомбы.

### Второй поход
15.04.41 — 09.05.41, 25 суток
 3 судна потоплено — 10 149 брт. 
В свой второй поход «U-110» вышла 15 апреля из Лорьяна.
Во время похода U-110 потопила английский пароход «Henri Mory» отбившийся от конвоя «SL-68». Однако спасшийся с судна русский моряк был допрошен и внёс путаницу. В результате немцы идентифицировали потопленное судно как французское (Виши) «André Moyrant» (2471 брт), которое вполне благополучно пережило всю войну.
Вскоре, субмарина была направлена на перехват конвоя «ОВ-318» который обнаружила утром 9 мая. В 10:30 Лемп начал маневрирование для выхода в атаку и в 11:58 произвел четырёхторпедный залп по конвою, одна из торпед при этом застряла в торпедном аппарате, Результатом залпа является гибель британских судов «Esmond» (4976 брт) и «Bengore Head» (2609 брт).
3-й британской эскортной группой, осуществлявшей прикрытие конвоя, командовал Аддисон Джо Бейкер-Крессуэлл с брейд-вымпелом на эсминце «Бульдог». След от перископа был обнаружен корветом «Обретиа» (лейтенант-коммандер В. Ф. Смит), который первым атаковал подлодку глубинными бомбами. Позже к нему присоединились эсминцы «Бродвей» и «Бульдог». После трёх последовательных атак подлодка получила повреждения: вышел из строя правый электромотор, были заклинены вертикальный и горизонтальные рули, нарушена герметичность корпуса и топливных цистерн, повреждены аккумуляторные батареи, лодка потеряла управление и начала тонуть. Командир дал приказ продуть балластные цистерны. В результате лодка была выброшена на поверхность неподалёку от «Бульдога».
Эсминец «Бродвей» собирался протаранить лодку, но его капитан Т. Тейлор в последний момент передумал. Несмотря на это, эсминец задел лодку в носовой части, в результате чего эсминец получил существенные повреждения: была повреждена обшивка, затоплены топливные цистерны и носовой погреб, был поврежден левый винт. С «Бродвея» было сброшено две малые глубинные бомбы у носа лодки.
Перед открытием люка Лемп не выровнял давление, в результате чего при открытии люка его буквально выкинуло давлением на палубу. В результате падения он на некоторое время потерял сознание. Лодку окружили три эсминца, ведущие огонь. Видя, что U-110 заполняется водой, командир приказал оставить лодку. Члены экипажа выходили из лодки и под интенсивным обстрелом падали в холодную воду. 34 человека были извлечены из воды на «Бульдог» и отправлены в подпалубные помещения. 14 подводников, включая командира, погибли. К U-110 был направлен вельбот с вооруженной абордажной партией под командованием суб-лейтенанта Дэвида Балме. Партия нашла лодку в спешке брошенной, без следов уничтожения секретных документов или оборудования. Это можно объяснить сочетанием неопытности экипажа (кроме командира, на лодке было только три подводника-ветерана) с преувеличенной опасностью от хлора из повреждённых аккумуляторов. Точная причина столь поспешного бегства так и не была установлена.

### Гибель командира
Одна из гипотез утверждает, что из-за ранения головы, полученного после всплытия (при падении на палубу), Лемп потерял сознание и, попав в воду, утонул. Другие гипотезы говорят о самоубийстве (перестал держаться на плаву) и о смертельном ранении пулей одного из британских моряков при захвате лодки. Косвенным доказательством убийства Лемпа является тот факт, что его Рыцарский крест (носимый на шее) был после войны передан Бейкер-Крессуэллом сестре погибшего Лемпа. Но с таким же успехом крест мог быть потерян Лемпом в результате падения и найден абордажной партией при осмотре палубы. Истинная история гибели командира U-110 до сих пор неизвестна.

## Итоги
Командир британского корабля, захватившего секретные документы, скрывал от пленного экипажа субмарины факт захвата лодки. Им была преподнесена версия о том, что лодка затонула до прибытия на неё призовой партии, хотя на самом деле лодка была тщательным образом обследована на предмет наличия документов и оборудования, представляющих интерес для разведки. Пленные немецкие моряки подозревали о захвате лодки, так как никто из них не видел, что она затонула. Захват лодки сохранялся в секрете, а операция задним числом получила условное название «Примула». В США узнали об этом событии только в следующем году.
10 мая в 11 часов, не пройдя 100 миль с места своего последнего всплытия, «U-110» затонула южнее Исландии, во время буксировки «Бульдогом». По другой версии затоплена самими англичанами для засекречивания захвата лодки, а с ней секретных документов и шифровальной машины «Enigma» в точке с координатами 60°22′ с. ш. 33°12′ з. д.. Из экипажа в 47 человек погибло 15, включая командира.

## Список побед
Потопленные и поврежденные суда:
| Дата           | время CET | Название судна | Тип              | Тоннаж, брт | Принадлежность | Груз                    | Конвой | Место потопления          | Судьба                     |
| -------------- | --------- | -------------- | ---------------- | ----------- | -------------- | ----------------------- | ------ | ------------------------- | -------------------------- |
| 16 марта 1941  | 0:22      | Erodona        | Дизельный танкер | 6207        | Великобритания | нефтяные продукты       | HX-112 | 61°20′ с. ш. 17°00′ з. д. | поврежден                  |
| 23 марта 1941  | 4:27      | Siremalm       | Пароход          | 2468        | Норвегия       | 4000 тонн железной руды |        | 60°35′ с. ш. 28°25′ з. д. | поврежден                  |
| 27 апреля 1941 |           | Fircrest       | Пароход          | 2564        | Великобритания | 3150 тонн железной руды |        | 54°21′ с. ш. 19°30′ з. д. | потоплен                   |
| 9 мая 1941     | 11:58     | Trevisa        | Пароход          | 2609        | Великобритания | 1200 тонн угля          | OB-318 | 60°45′ с. ш. 33°02′ з. д. | отстал от конвоя, потоплен |
| 9 мая 1941     | 11:58     | Cubano         | Пароход          | 4976        | Великобритания | в балласте              | OB-318 | 60°45′ с. ш. 33°02′ з. д. | потоплен                   |